# Denise (Mato Grosso)
Denise è un comune del Brasile nello Stato del Mato Grosso, parte della mesoregione del Sudoeste Mato-Grossense e della microregione di Tangará da Serra.